# Episodi de Le isole perdute
| nº | Titolo originale        | Titolo italiano          | Prima TV Australia | Prima TV Italia |
| -- | ----------------------- | ------------------------ | ------------------ | --------------- |
| 1  | Captured                | La cattura               |                    | 28 marzo 1978   |
| 2  | The Snake Pit           | La fossa dei serpenti    |                    | 29 marzo 1978   |
| 3  | The Treasure of Tambu   | Il covo di Q             |                    | 30 marzo 1978   |
| 4  | The Volcano's Secret    | Il segreto del vulcano   |                    | 31 marzo 1978   |
| 5  | The Winds of Chance     | L'uragano                |                    | 1º aprile 1978  |
| 6  | Malo                    | Malo                     |                    | 3 aprile 1978   |
| 7  | Doomed                  | L'evasione               |                    | 4 aprile 1978   |
| 8  | The Treasure Map        | Il tesoro di Tambu       |                    | 5 aprile 1978   |
| 9  | The Mysterious Stranger | Lo straniero             |                    | 6 aprile 1978   |
| 10 | Skullduggery            | Il teschio parlante      |                    | 7 aprile 1978   |
| 11 | The Great Escape        | La grande fuga           |                    | 8 aprile 1978   |
| 12 | Jeremiah and the Widow  | Duello                   |                    | 10 aprile 1978  |
| 13 | The Thieves of Tambu    | Nuovi amici              |                    | 11 aprile 1978  |
| 14 | The Deadly Bargain      | Il raggio della morte    |                    | 12 aprile 1978  |
| 15 | Hanging Five            | Una ragazza misteriosa   |                    | 13 aprile 1978  |
| 16 | Sea Dragon              | Il drago marino          |                    | 14 aprile 1978  |
| 17 | Return to Malo          | Il ricatto               |                    | 15 aprile 1978  |
| 18 | Ye Confounded Wheels    | Il piccolo inventore     |                    | 17 aprile 1978  |
| 19 | The Angry Mountain      | La montagna infuriata    |                    | 18 aprile 1978  |
| 20 | The Great Horse Race    | Il cavallo bianco        |                    | 19 aprile 1978  |
| 21 | Birdman of Tambu        | L'uccello di bambù       |                    | 20 aprile 1978  |
| 22 | The Magic Box           | L'eremita                |                    | 21 aprile 1978  |
| 23 | The Wizard of Tambu     | Lo stregone              |                    | 22 aprile 1978  |
| 24 | The Slave Horse         | La vendetta              |                    | 24 aprile 1978  |
| 25 | The Monster of Tambu    | Il mostro                |                    | 25 aprile 1978  |
| 26 | Return of the Monster   | La sconfitta del tiranno |                    | 26 aprile 1978  |